# Shiftphone

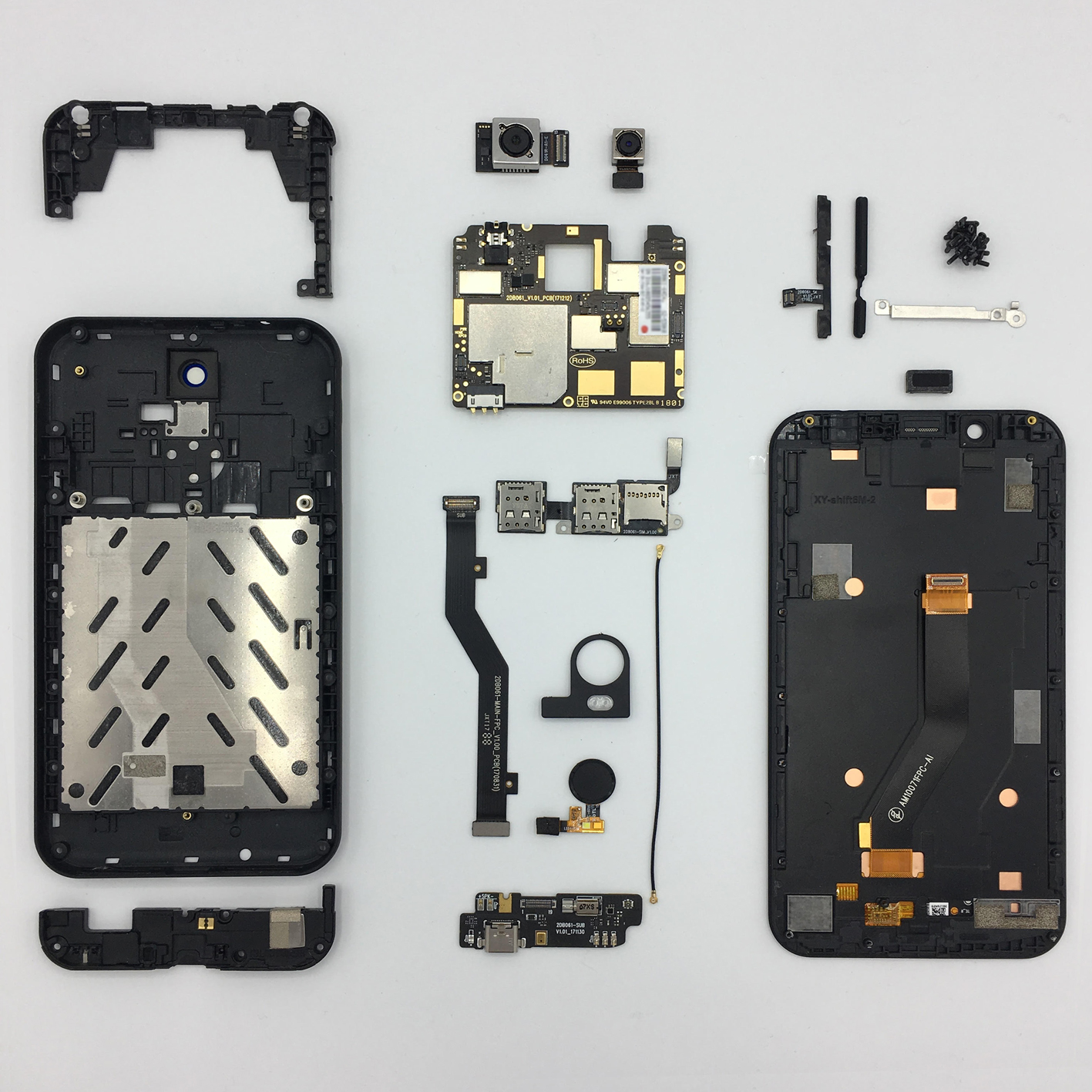
Rozborka smartphonu Shift6m

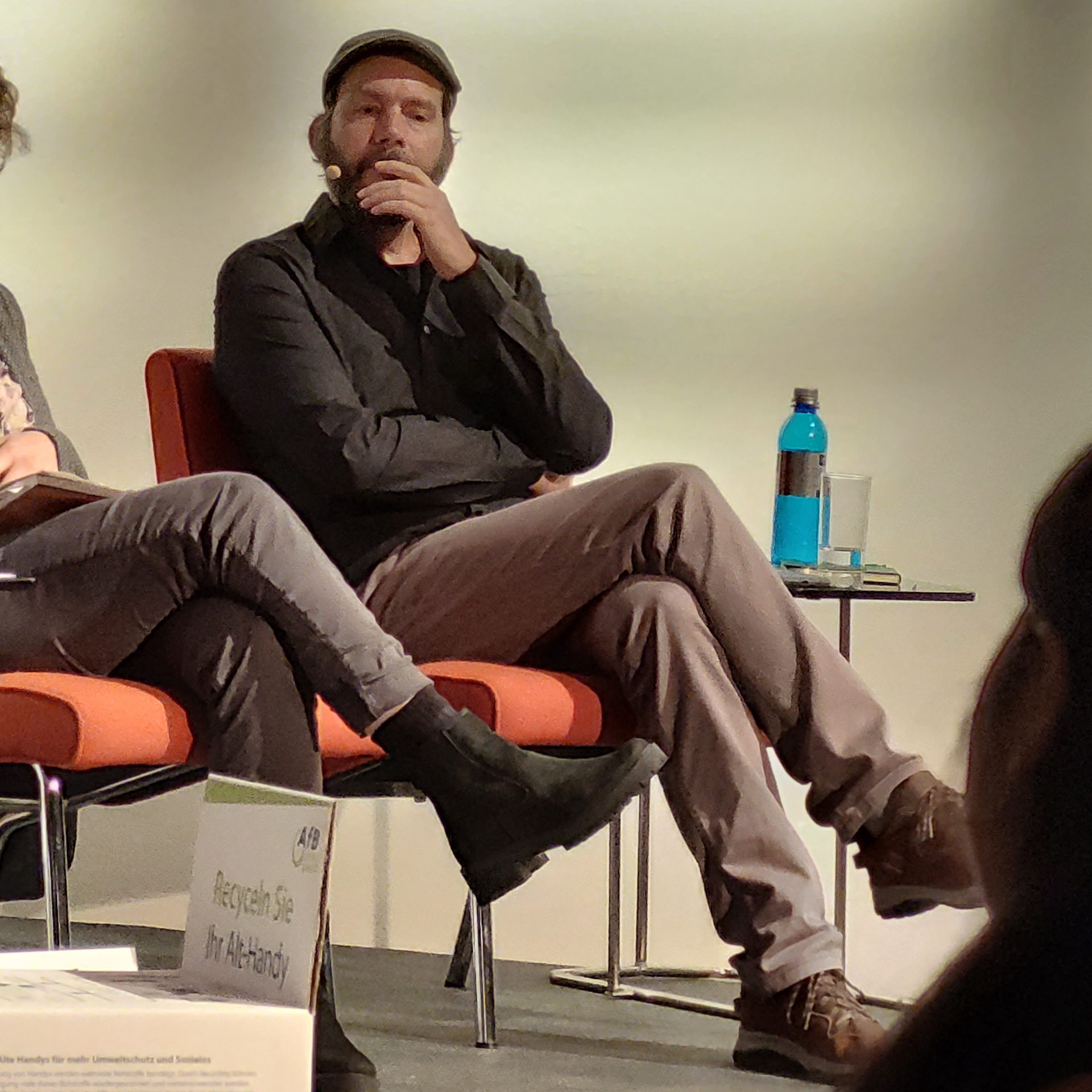
Carsten Waldeck - Shift

Shiftphone je modulární, snadno opravitelný chytrý telefon vyrobený v Německu. Zaměřuje se na fair trade a ekologii podobně jako Fairphone.
Přístroje uvedla na trh v roce 2014 německá firma Shift GmbH.
Shiftphone využívá keramické kondenzátory místo tantalových, takže k jeho výrobě není třeba coltan.